# 思濛站
思濛站是一个成昆线上的铁路车站，位于四川省眉山市东坡区崇仁镇，建于1965年，目前为四等站，邮政编码为612161。目前客运：办理旅客乘降；行李、包裹托运；货运仅办理专用线、专用铁路货运作业。车站在复线化前设有3条股道和1条货物线。复线化后设有到发线6条（含正线2条）、货物线1条，设有通往中车眉山车辆有限公司的专用线。